# Kellnersville
Kellnersville és una població dels Estats Units a l'estat de Wisconsin. Segons el cens del 2000 tenia 374 habitants.

## Demografia
Segons el cens del 2000, Kellnersville tenia 374 habitants, 157 habitatges, i 102 famílies. La densitat de població era de 267,4 habitants per km².
Dels 157 habitatges en un 31,2% hi vivien nens de menys de 18 anys, en un 52,2% hi vivien parelles casades, en un 9,6% dones solteres, i en un 34,4% no eren unitats familiars. En el 31,2% dels habitatges hi vivien persones soles el 15,3% de les quals corresponia a persones de 65 anys o més que vivien soles. El nombre mitjà de persones vivint en cada habitatge era de 2,38 i el nombre mitjà de persones que vivien en cada família era de 3,02.
Per edats la població es repartia de la següent manera: un 26,7% tenia menys de 18 anys, un 7,5% entre 18 i 24, un 32,4% entre 25 i 44, un 15,8% de 45 a 60 i un 17,6% 65 anys o més.
L'edat mediana era de 36 anys. Per cada 100 dones de 18 o més anys hi havia 87,7 homes.
La renda mediana per habitatge era de 32.167 $ i la renda mediana per família de 47.625 $. Els homes tenien una renda mediana de 37.188 $ mentre que les dones 25.000 $. La renda per capita de la població era de 16.973 $. Aproximadament el 6,5% de les famílies i el 6,2% de la població estaven per davall del llindar de pobresa.

## Poblacions més properes
El següent diagrama mostra les poblacions més properes.